# Patrick Gasman
Patrick Gasman (Stanford, 2 de janeiro de 1997), mais conhecido por seu apelido Pat, é um jogador de voleibol norte-americano que atua na posição de central.

## Carreira

### Clube
Gasman começou sua carreira atuando no voleibol universitário pela Universidade do Havaí, onde atuou de 2016 a 2021, conquistando o título do Campeonato NCAA de 2021.
Em 2021, assinou seu primeiro contrato profissional com o Funvic Natal. Com o novo clube, o central foi vice-campeão da Supercopa de 2021 após derrota para o Sada Cruzeiro e quarto colocado no Campeonato Mundial de Clubes de 2021 ao perder a disputa do terceiro lugar para o italiano Itas Trentino.
Em 2022, o central se transferiu para o continente europeu após assinar com o Chaumont Volley-Ball 52 para disputar a primeira divisão do campeonato francês.

### Seleção
Gasman conquistou o título do Campeonato NORCECA Sub-19 em 2014 ao derrotar a seleção cubana na final única por 3 sets a 0. Três anos após, disputou Campeonato Mundial Sub-21 de 2017, onde terminou na 14ª colocação. Em 2019, foi convocado para disputar a Copa dos Campeões da NORCECA, ficando com o vice-campeonato e sendo premiado como um dos melhores centrais da competição.

## Títulos
Seleção dos Estados Unidos
- Campeonato NORCECA Sub-19: 2014

## Clubes
| Anos      | Clube                   |
| --------- | ----------------------- |
| 2021–2022 | Funvic Natal            |
| 2022–     | Chaumont Volley-Ball 52 |

## Prêmios individuais
- 2019: Copa dos Campeões da NORCECA – Melhor central